# دوستی با مزایا (فیلم)
دوستان با مزایا (به انگلیسی: Friends with Benefits) نام یک فیلم کمدی-عاشقانه محصول ۲۰۱۱ آمریکا به کارگردانی ویل گلوک و نقش‌آفرینی جاستین تیمبرلیک، میلا کونیس و بازیگران مکمل پاتریشا کلارکسون، جنا الف من، ریچارد جنکینز است. فیلم برداری آن از ۱۳ ژوئیه ۲۰۱۰ در نیویورک شروع شد و در سپتامبر همان سال در لس آنجلس ادامه یافت. این فیلم در تاریخ ۲۲ ژوئیه ۲۰۱۱ در آمریکای شمالی اکران شد. داستان این فیلم مربوط به مردی به نام دیلان (جاستین تیمبرلیک) می‌باشد که به دلیل کار خود مجبور می‌شود به نیویورک برود و در همین سفر زنی به نام جیمی (میلا کونیس) کمک می‌کند تا وی در نیویورک خانه‌ای برای خود پیدا کند اما کم‌کم رابطه بین این دو جدی می‌شود. پس از مدتی این دو برای راحتی رفع نیاز جنسی خود با خود عهدی می‌بندند که بدون اینکه رابطه‌شان از این بیشتر پیش برود فقط با یکدیگر سکس داشته باشند..

## تولید

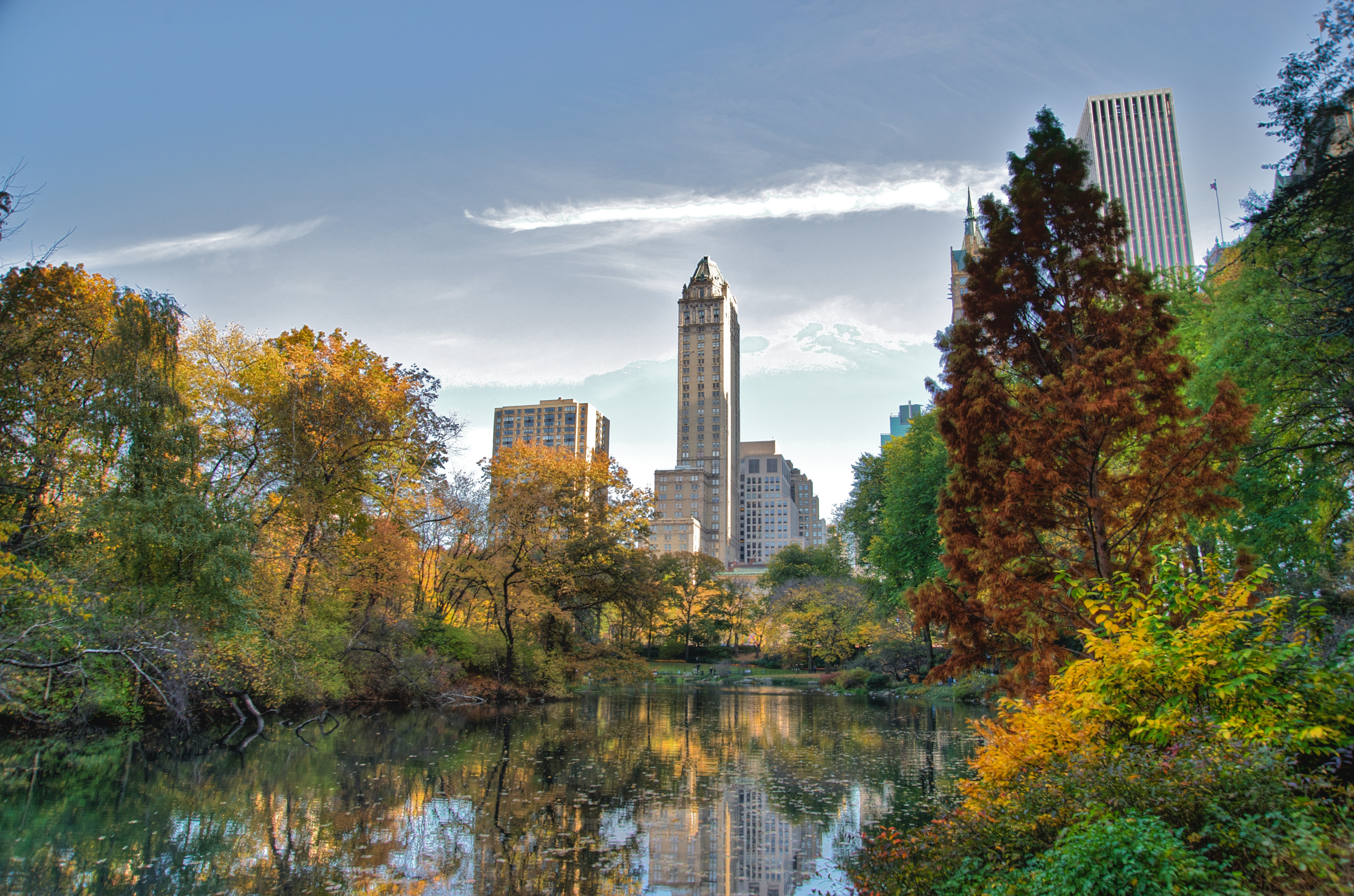
دوستی با مزایا

در آوریل ۲۰۱۰ جاستین تیمبرلیک اولین کسی بود که قراردادش را برای این پروژه امضاء کرد. بلافاصله پس از او کونیس برای نقش اصلی زن مقابل او برگزیده شد. تقریباً دو ماه مجلهٔ ورایتی گروه بازیگران شامل امّا استون، پاتریشا کلارکسون، ریچارد جنکینز، وودی هارلسون، اندی سمبرگ و جنا الفمن برای پیوستن به دو بازیگر اصلی را اعلام کرد.
پاراموند پیکچرز اعتراض رسمی خود را به این فیلم بعد از آن که کارگردانشان، ایوان ریتمن، فیلمش را به بی قید و شرط (به انگلیسی: no strings attached) تغییر نام داد، اعلام کرد؛ بنابراین اسکرین جمز با عنوان مزایای دوستی به کار خود ادامه دادند. همزمان (ان بی سی) در حال تولید طنزی تلویزیونی با همین عنوان بود اما شرکت تولیدکننده فیلم اظهار داشت به دلیل برنامه تولیدی آن ، انتظار پیش آمد مسئله‌ای را نداشتند. اسکرین جمز از ترس باختن عنوان به پارامونت پیکچرز به کار خود سرعت بخشید. کارگردان، ویل گلاک در مورد ناامیدی از قیاس کردن دو فیلم اینگونه صحبت کرد:کاش فضای بیشتری بین آن‌ها بود. مرا با گفتن این که ما در حال بازساخت بی قید و شرط هستیم، ناامید می‌کنند. ما چیزی را دوباره نمی‌سازیم. دو فیلم در بازه زمانی مشترکی در حال ساخت هستند. میلا کونیس نیز صحبت‌های مشابهی انجام داده است.
اولین تریلر در یوتیوب بیش از یک میلیون بازدید در ۴۸ ساعت داشت و دومین کلیپ از لحاظ تعداد مشاهده در روز و بیشترین ویدئو بازدید شده از یک فیلم در جهان شد.

## پخش خانگی
در ۲ دسامبر ۲۰۱۱ فیلم بر روی دی وی دی و بلو ری عرضه شد.

## نامزدی‌ها و جوایز
| جوایز                    | رده                  | نامزدان         | نتیجه |
| ------------------------ | -------------------- | --------------- | ----- |
| جایزه انتخاب جوانان ۲۰۱۱ | برای: ستاره مرد فیلم | جاستین تیمبرلیک | نامزد |
| جایزه انتخاب جوانان ۲۰۱۱ | برای:ستاره زن فیلم   | میلا کونیس      | نامزد |